# Lubliniec Wołyński
Lubliniec Wołyński (ukr. Люблинець-Волинський, ros. Люблинец-Волынский) – stacja kolejowa w miejscowości Lubliniec, w rejonie kowelskim, w obwodzie wołyńskim, na Ukrainie. Leży na linii Lwów – Sapieżanka – Kowel.
Przystanek kolejowy Lubliniec Wołyński powstał w czasach II Rzeczypospolitej. Po 1939 przebudowany na stację kolejową. Stacja zachowała przedwojenną nazwę, mimo iż na Ukrainie nie ma innej stacji o nazwie Lubliniec.